# Exposition spécialisée de 1984
 (mars 2017).
Si vous disposez d'ouvrages ou d'articles de référence ou si vous connaissez des sites web de qualité traitant du thème abordé ici, merci de compléter l'article en donnant les références utiles à sa vérifiabilité et en les liant à la section « Notes et références ».
L’Exposition internationale de la Nouvelle Orléans est une exposition spécialisée reconnue par le Bureau international des expositions qui s'est tenue, du 12 mai au 11 novembre 1984 à La Nouvelle-Orléans, aux États-Unis, sur le thème « Le Monde des rivières : L’Eau douce comme source de vie ». Elle accueillit plus de 7 millions de visiteurs et s’est tenue dans le quartier du Central Business District/Downtown, sur les rives du Mississippi. Le Palais des Congrès Ernest N. Morial fut construit pour l’occasion.